# Choghādak
Choghādak (persiska: چُقادَك, چُقابَك, چغادک, چَگبَدَك, Choqādak) är en ort i Iran.   Den ligger i provinsen Bushehr, i den centrala delen av landet, 700 km söder om huvudstaden Teheran. Choghādak ligger 11 meter över havet och antalet invånare är 16 425.
Terrängen runt Choghādak är platt. Runt Choghādak är det ganska glesbefolkat, med 40 invånare per kvadratkilometer. Närmaste större samhälle är Bushehr, 19,3 km väster om Choghādak. Trakten runt Choghādak är ofruktbar med lite eller ingen växtlighet.